# Іванівка (Волочиська міська громада)
Іва́нівка — село в Україні, у Волочиській міській громаді Хмельницького району Хмельницької області. Населення становить 288 осіб. До 2020 орган місцевого самоврядування — Новогреблівська сільська рада.

## Географія
Селом протікає річка Случ.

## Історія
7 (20) листопада 1917 року, відповідно до Третього Універсалу Української Центральної Ради, увійшло до складу Української Народної Республіки.
12 червня 2020 року, відповідно до розпорядження Кабінету Міністрів України № 727-р «Про визначення адміністративних центрів та затвердження територій територіальних громад Хмельницької області», увійшло до складу Волочиської міської громади.
19 липня 2020 року, в результаті адміністративно-територіальної реформи та ліквідації Волочиського району, увійшло до складу новоутвореного Хмельницького району.

## Населення

### Мова
Розподіл населення за рідною мовою за даними :
| Мова       | Кількість | Відсоток |
| ---------- | --------- | -------- |
| українська | 286       | 99.31%   |
| російська  | 2         | 0.69%    |
| Усього     | 288       | 100%     |